# ديفيد سامسون (حاخام)
ديفيد سامسون (بالعبرية: דוד סמסון‏) (بالإنجليزية: David Samson) هو حاخام إسرائيلي وأمريكي، ولد في 1956 في بالتيمور في الولايات المتحدة.